# 주우루과이 대한민국 대사관
주 우루과이 대한민국 대사관은 1966년 12월 16일, 우루과이 몬테비데오에 개설된 대한민국 외교부 소속의 대사관이다.

## 역사
대한민국은 1964년 10월 7일에 우루과이와 수교했다. 대한민국은 1966년 12월 16일에 우루과이 몬테비데오에 주우루과이 대한민국 대사관을 설립했고 우루과이는 1970년 12월에 대한민국 서울에 주한 우루과이 대사관을 설립했다. 1998년 8월 31일에 IMF 구제금융 체제의 여파로 인하여 폐쇄되었다가 2002년 9월 2일에 재개관했다.

## 역대 공관장
| 대수        | 성명   | 임명             |
| ----------- | ------ | ---------------- |
| 제1대 대사  | 최문경 | 1968년 12월 20일 |
| 제2대 대사  | 홍성욱 | 1971년 12월 21일 |
| 제3대 대사  | 오윤경 | 1975년 3월 20일  |
| 제4대 대사  | 이남기 | 1980년 7월 10일  |
| 제5대 대사  | 장윤걸 | 1981년 12월 2일  |
| 제6대 대사  | 김병연 | 1984년 3월 14일  |
| 제7대 대사  | 김해선 | 1987년 3월 19일  |
| 제8대 대사  | 탁나현 | 1989년 12월 14일 |
| 제9대 대사  | 박태진 | 1993년 1월 26일  |
| 제10대 대사 | 김영식 | 1995년 7월 6일   |
| 제11대 대사 | 김재범 | 2002년 9월 26일  |
| 제12대 대사 | 장태신 | 2005년 5월 27일  |
| 제13대 대사 | 이기천 | 2008년 7월 16일  |
| 제14대 대사 | 최연충 | 2011년 5월 25일  |
| 제15대 대사 | 유한준 | 2014년 5월 15일  |
| 제16대 대사 | 황성연 | 2018년 3월 8일   |
| 제17대 대사 | 이은철 | 2020년 11월 6일  |
| 제18대 대사 | 노원일 | 2024년 1월 26일  |

## 같이 보기
- 대한민국-우루과이 관계
- 주한 우루과이 대사관
- 대한민국의 재외공관 목록
- 우루과이 주재 외국공관 목록